# La Pellerine, Maine-et-Loire
La Pellerine är en kommun i departementet Maine-et-Loire i regionen Pays de la Loire i nordvästra Frankrike. Kommunen ligger i kantonen Noyant som tillhör arrondissementet Saumur. År 2022 hade La Pellerine 137 invånare.

## Befolkningsutveckling
Antalet invånare i kommunen La Pellerine
| Referens: INSEE |